# Cascade Tunnel
Il Cascade Tunnel fa riferimento a due diverse gallerie ferroviari a binario unico nel nordovest degli Stati Uniti, a est di Seattle, nello Stato di Washington.
La costruzione dei tunnel in corrispondenza dello Stevens Pass, nella catena delle cascate, fù effettuata dalla Great Northern Railway.

## Prima galleria
La prima galleria di 4237 metri (2,63 miglia) fu iniziato nel 1897 e concluso nel 1900 per ovviare ai problemi delle forti nevicate in quota lungo la linea. Il tunnel permetteva inoltre di evitare gli otto tratti a regressi e tornanti verso il passo.
La trazione era effettuata originariamente a vapore ma, fu poi convertita a locomotive elettriche trifase AC, 6600 Volt, 25 Hz. L'energia era fornita da un contiguo impianto idroelettrico.
Le locomotive a vapore, trazione abituale dei convogli, usate lungo la linea producevano nel tunnel irrisolvibili problemi per la mancata rimozione dei fumi.

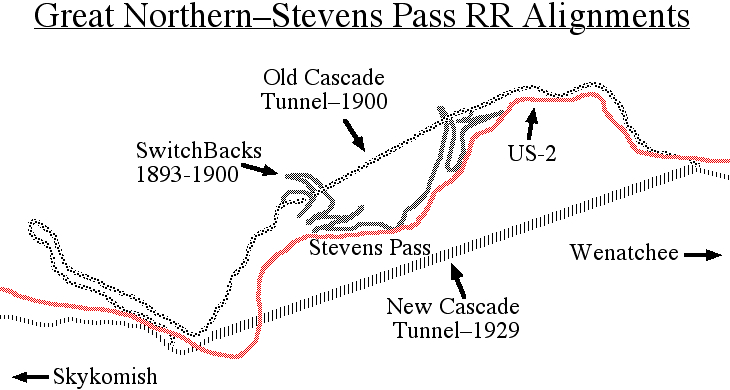
La strada (in rosso) ed i tunnel (in grigio) dello Stevens Pass

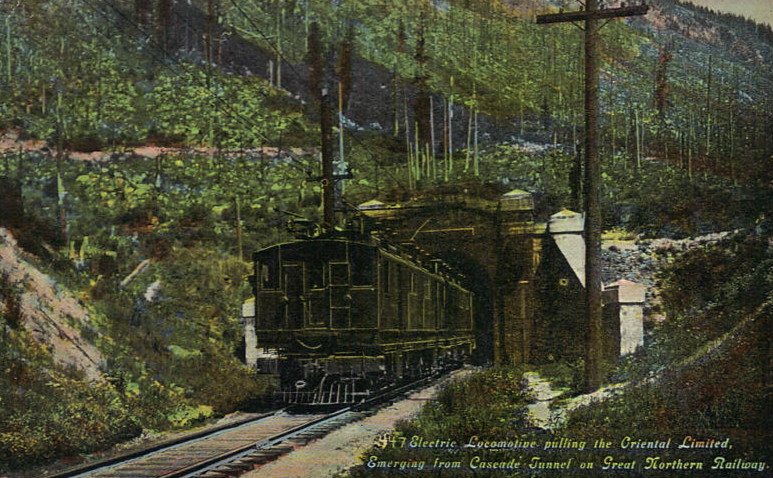
L'Oriental Limited emerge dal vecchio tunnel in 1918. Il treno è trainato nel tunnel da una locomotiva elettrica trifase.

John Frank Stevens fu il principale ingegnere che assieme ad altri progettò la ferrovia a regressi, per raggiungere il passo, ed il primo Cascade Tunnel; il sovrastante passo (Stevens Pass) prende il nome da lui.
Anche la galleria però ebbe gravi problemi di valanghe ai due accessi, con conseguenti disastri, che resero necessario costruire un'altra galleria a quota più bassa.
La vecchia galleria rimase in qualche modo in funzione fino al 1929, quando fu rimpiazzato dal nuovo.

## Seconda galleria, ed attuale
La seconda galleria, anch'esso a binario unico, fu iniziato nel 1925 e fu completato nel 1929.
La prima galleria fu immediatamente abbandonato ed in seguito subì crolli ed allagamenti, per cui fu interdetto ad ogni accesso.
La costruzione della seconda galleria di 12.600 metri di lunghezza permise anche di correggere (ridurre) la pendenza di alcuni tratti della linea di accesso. 
La trazione in galleria fu effettuata con locomotive elettriche monofase, e per la prima volta con motori/generatori che erano in grado di restituire energia in frenata, alla linea o all’impianto della Compagnia.
La galleria è rettilineo ed a pendenza costante (1,565%) a scendere dall'ingresso est (878 m s.l.m.).
Con l’avvento della trazione Diesel nel 1956, la trazione elettrica fu abbandonata, e la galleria fu dotato di un impianto di ventilazione forzata. Il percorso in galleria è oggi effettuato con le stesse locomotive Diesel che sono le motrici usuali dei convogli.
Il Cascade Tunnel è la galleria ferroviaria più lunga degli Stati Uniti.

## Impianto di ventilazione

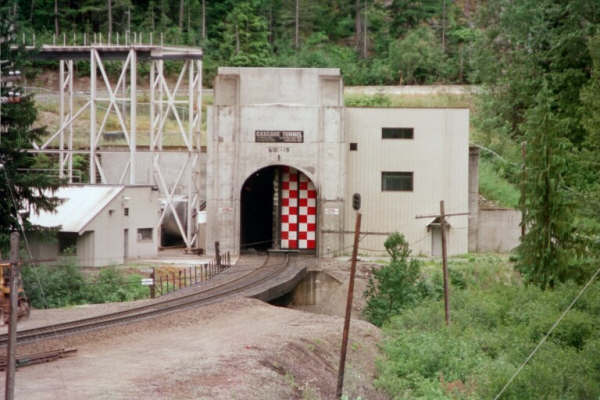
Il portale est in apertura per permettere il transito in entrata o uscita del treno

La galleria è dotata al portale est (punto più alto del tunnel) di un portone scorrevole che lo chiude completamente.
Dopo la entrata del treno il portone est è chiuso ed un grosso impianto di ventilazione installato presso i; portone stesso, soffia a bassa potenza aria all'interno della galleria per evitare lo stazionamento dei fumi. Per la bassa velocità dei convogli (normalmente treni merci), il transito dei treni in galleria è di 20 minuti.
Quando il convoglio libera la galleria, il portone chiude di nuovo. A questo punto, il ventilatore è avviato alla massima potenza, e spinge ancora, con maggior forza, aria nel tunnel, permettendo in circa 30 minuti la "soffiatura" della galleria, cioè la completa evacuazione di tutti i fumi rimasti. 
Di conseguenza a questa seconda operazione, i treni non possono transitare la galleria, riducendo l'efficienza della linea ferroviaria.
Il solo incidente di rilievo fu il 4 aprile del 1996 quando il portone est si bloccò non completamente aperto, e venne sfondato dal convoglio che lo attraversava. Non ci furono danni alle persone.
Il personale delle locomotive ha una dotazione di bordo da usare in caso di emergenza: speciali sistemi di comunicazione, inoltre una dotazione di maschere ad ossigeno sono a bordo delle locomotive, ed altre sono a terra a intervalli regolari lungo il tunnel.
Tali disposizioni sono necessarie, dato il rischio recato da incendio dei motori diesel e del relativo carburante.